# Kościół św. Zygmunta w Siennie
Kościół Świętego Zygmunta w Siennie – rzymskokatolicki kościół parafialny należący do dekanatu sienneńskiego diecezji radomskiej.

## Historia
Parafia została założona w 1431 roku przez Dobiesława Oleśnickiego, wojewodę sandomierskiego. W 1442 roku rozpoczął on budowę świątyni murowanej. Budowla została konsekrowana przez kardynała Zbigniewa Oleśnickiego, biskupa krakowskiego. W XVI wieku kościół został zamieniony na zbór kalwiński. W XV wieku, podczas wojny szwedzkiej budowla doznała poważnych uszkodzeń. W XVIII wieku, dzięki staraniom księdza proboszcza Szembeka świątynia została wyremontowana i zwrócona katolikom. W 1915 roku kościół został poważnie zniszczony, runęło sklepienie w nawie głównej. Około 1930 kościół został odbudowany według projektu architekta Oskara Sosnowskiego i nakryty dachówką mnich-mniszka z Korwina. Po II wojnie światowej świątynia otrzymała nowy wystrój wewnętrzny, zaprojektowany przez M. Jasińskiego i wykonany przez miejscowych stolarzy: K. Kozika, A. Kozika, H. Wlazłowskiego i innych. W czasie urzędowania księdza prałata T. Zdziebłowskiego została położona nowa polichromia w prezbiterium. W 1956 roku, w czasie urzędowania księdza proboszcza F. Sendysta została wykonana polichromia w nawie głównej. W latach 1970–1972 zostały odrestaurowane: świątynia z zewnątrz, dzwonnica oraz mur okalający. W 1979 roku została odnowiona polichromia budowli. W latach 2004–2005 świątynia została odrestaurowana staraniem księdza proboszcza Ryszarda Batorskiego.

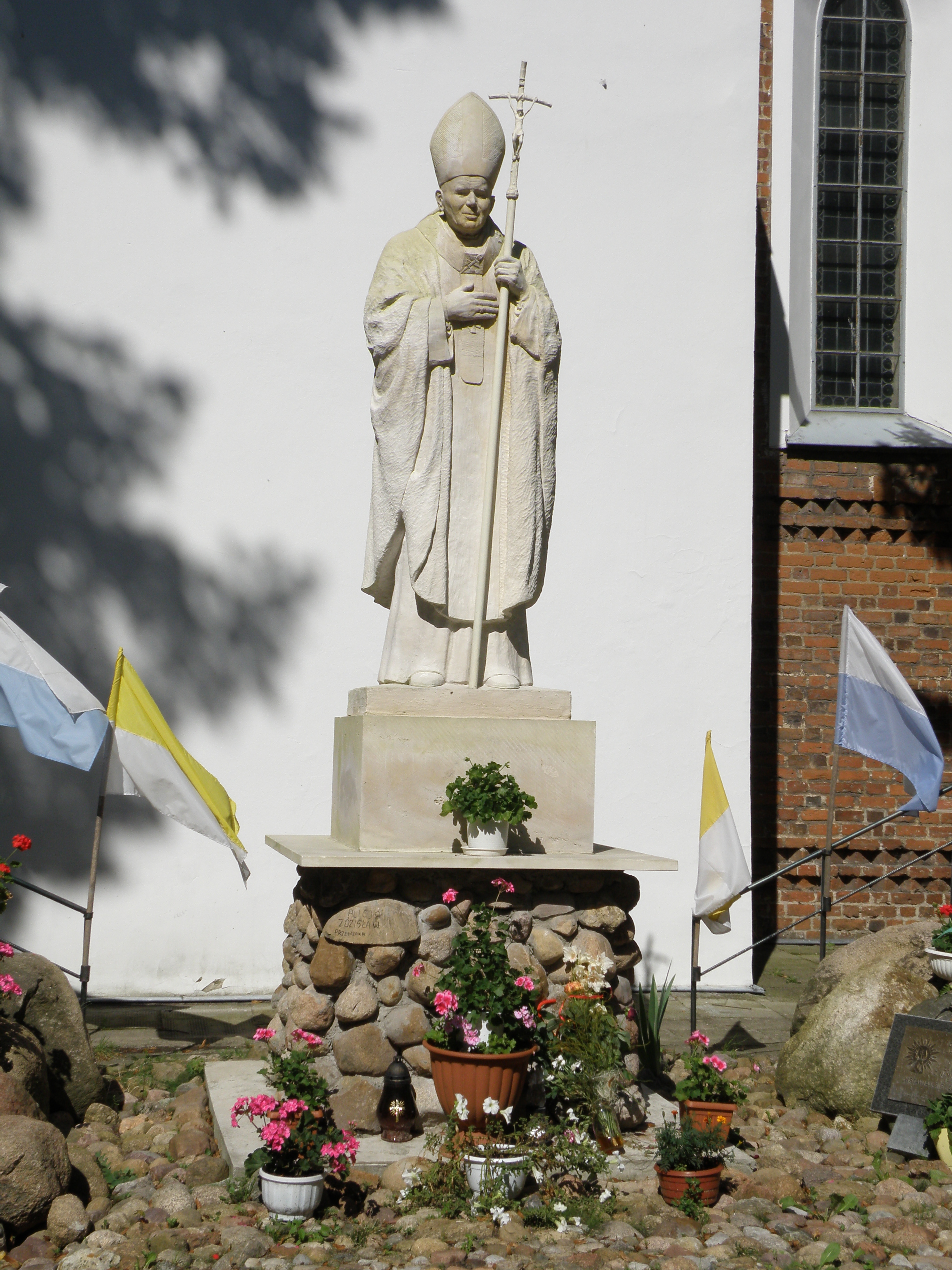
Pomnik Jana Pawła II przed kościołem

Kościół został zbudowany w stylu gotyckim z cegły palonej i jest orientowany. Cztery skarpy podpierają fasadę frontową budowli. Od strony prezbiterium znajduje się wieżowa przybudówka, pochodząca z połowy XVI wieku, przy nawie od strony południowej mieści się kaplica, od strony północnej kruchta. Kościół posiada sklepienia krzyżowo-żebrowe. Okna świątyni są ostrołukowe z otynkowanymi glifami. W prezbiterium jest umieszczona tablica erekcyjna, z płaskorzeźbą, pochodzącą z połowy XV stulecia – na niej widnieje fundator świątyni Dobiesław Oleśnicki – wojewoda sandomierski, ubrany w zbroję, w pozycji klęczącej trzyma ufundowany przez siebie kościół. Za fundatorem widnieje patron świątyni w pozycji stojącej – św. Zygmunt, król Burgundii polecający Dobiesława Maryi. Po drugiej stronie klęczy przed Maryją. żona Dobiesława, Katarzyna, za którą widnieje w pozycji stojącej jej patronka św. Katarzyna.